# فرودگاه سیکامور
فرودگاه سیکامور (به انگلیسی: Sycamore Strip Airport) یک فرودگاه همگانی است که یک باند فرود آسفالت دارد و طول باند آن ۱۲۱۰ متر است. این فرودگاه در کشور ایالات متحده آمریکا قرار دارد و در ارتفاع ۲۳۲ متری از سطح دریا واقع شده است.